# Eubea (unità periferica)
L'unità periferica dell'Eubea (in greco Περιφερειακή ενότητα Εύβοιας?) è una delle cinque unità periferiche in cui è divisa la periferia della Grecia Centrale. Il capoluogo è la città di Calcide.

## Geografia fisica
L'unità periferica è formata dall'isola di Eubea comprese numerose isolette situate al largo della costa meridionale, quella di Sciro più una porzione di 395 chilometri quadrati di terraferma.

## Prefettura
L'Eubea era una prefettura della Grecia, abolita a partire dal 1º gennaio 2011 a seguito dell'entrata in vigore della riforma amministrativa detta Programma Callicrate.
La riforma amministrativa ha anche modificato la struttura dei comuni che ora si presenta come nella seguente tabella:
| Nuovo comune             | Vecchio comune | Sede     |
| ------------------------ | -------------- | -------- |
| Calcide (Chalkida)       | Calcide        | Calcide  |
| Calcide (Chalkida)       | Anthidona      | Calcide  |
| Calcide (Chalkida)       | Avlida         | Calcide  |
| Calcide (Chalkida)       | Lilantia       | Calcide  |
| Calcide (Chalkida)       | Nea Artaki     | Calcide  |
| Dirfys-Messapia          | Dirfys         | Psachna  |
| Dirfys-Messapia          | Messapia       | Psachna  |
| Eretria                  | Eretria        | Eretria  |
| Eretria                  | Amarynthos     | Eretria  |
| Istiaia-Aidipsos         | Aidipsos       | Istiaia  |
| Istiaia-Aidipsos         | Artemisio      | Istiaia  |
| Istiaia-Aidipsos         | Istiaia        | Istiaia  |
| Istiaia-Aidipsos         | Lichada        | Istiaia  |
| Istiaia-Aidipsos         | Oreoi          | Istiaia  |
| Karystos                 | Karystos       | Karystos |
| Karystos                 | Kafireas       | Karystos |
| Karystos                 | Marmari        | Karystos |
| Karystos                 | Styra          | Karystos |
| Kymi-Aliveri             | Kymi           | Aliveri  |
| Kymi-Aliveri             | Avlon          | Aliveri  |
| Kymi-Aliveri             | Dystos         | Aliveri  |
| Kymi-Aliveri             | Konistres      | Aliveri  |
| Kymi-Aliveri             | Taminaioi      | Aliveri  |
| Mantoudi-Limni-Agia Anna | Elymnioi       | Limni    |
| Mantoudi-Limni-Agia Anna | Kireas         | Limni    |
| Mantoudi-Limni-Agia Anna | Nileas         | Limni    |
| Skyros                   | Skyros         | Skyros   |

## Precedente suddivisione amministrativa
Dal 1997, con l'attuazione della riforma Kapodistrias, la prefettura dell'Eubea era suddivisa in 25 comuni e due comunità.
| Comune     | codice YPES | Sede, se differente | Codice postale |
| ---------- | ----------- | ------------------- | -------------- |
| Aidipsos   | 1401        |                     | 343 00         |
| Amarynthos | 1402        |                     | 340 06         |
| Anthidona  | 1403        | Drosia              | 341 00         |
| Artemisio  | 1404        |                     | 342 00         |
| Avlida     | 1405        | Vathy               | 341 00         |
| Avlon      | 1406        | Avlonari            | 340 09         |
| Calcide    | 1426        |                     | 341 00         |
| Dirfys     | 1407        | Steni               | 340 14         |
| Dystos     | 1408        | Krieza              | 340 17         |
| Elymnioi   | 1409        | Limni               | 340 05         |
| Eretria    | 1410        |                     | 340 08         |
| Istiaia    | 1411        |                     | 342 00         |
| Karystos   | 1412        |                     | 340 01         |
| Kireas     | 1414        | Mantoudi            | 340 04         |
| Konistres  | 1415        |                     | 340 16         |
| Kymi       | 1416        |                     | 340 03         |
| Lilantia   | 1417        | Vasiliko            | 340 02         |
| Marmari    | 1419        |                     | 340 13         |
| Messapia   | 1420        | Psachna             | 344 00         |
| Nea Artaki | 1421        |                     | 346 00         |
| Nileas     | 1422        | Agia Anna           | 340 10         |
| Oreoi      | 1427        |                     | 340 12         |
| Skyros     | 1423        |                     | 340 07         |
| Styra      | 1424        |                     | 340 15         |
| Taminaioi  | 1425        | Aliveri             | 345 00         |
| Comunità   | codice YPES | Sede, se differente | Codice postale |
| Kafireas   | 1413        | Amygdalea           | 340 01         |
| Lichada    | 1418        |                     | 343 00         |